# کوه اومینه
کوه اومینه (به ژاپنی: 大峰山 Ōmine-sanMount Ōmine) کوهی است که در تنکاوا، نارا، استان نارا، ژاپن واقع شده است. معبد اومینه سانجو در بالای این کوه قرار دارد. 